# Min jul (album av Jan Johansen)
Min jul är ett julalbum av Jan Johansen, utgivet 6 november 2013.

## Låtlista
1. Vit jul  - (Jörgen Smedshammar)
2. Driving Home for Christmas - (Chris Rea)
3. Jul, jul, strålande jul - Gustav Nordqvist, Edvard Evers
4. Var inte rädd - Lars Moberg, Ylva Eggehorn
5. I'll Be Home for Christmas - (Walter Kent, Kim Gannon, Buck Ram)
6. Christmas Song - (Mel Tormé, Bob Wells)
7. Sista andetaget - (Thomas Thörnholm, Danne Attlerud)
8. Se på mig - (Bobby Ljunggren, Håkan Almgren, Ingela Forsman)
9. Sista söndagen i advent (Jörgen Smedshammar, David Nyström)
10. Blue Christmas - (Bil Hayes, Jay W. Johnson)
11. Have Yourself a Merry Little Christmas - (Ralph Blane, Hugh Martin)
12. Ave Maria - (Charles Gounod, Ture Rangström)

## Medverkande
1. Jan Johansen - sång, gitarr
2. Peter Ljung - piano, keyboard
3. Britt Louise Håkansson, Nils Flink, Ulrika Bernövall, Mari Gustavsson, Arne Rhodin, Lars Renklint - (dirigenter)
4. Sankt Nicolai sångensemble, Centrumkyrkans kör, Ramsbergs kyrkokör, Berga stifts körer, Askersunds tradjazzkör, Villbergskören

### Fotnoter
1. ↑  Min jul på Svensk mediedatabas